# Дональд А. Воллгайм

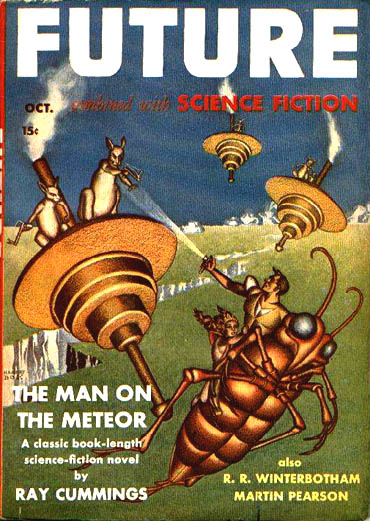
«Планета Пого» Воллгайма, перша частина його серії «Алекс Калкінс», була обкладинкою журналу «Ф'юче» («Future») за жовтень 1941 року. Вона з’явилася під псевдонімом Воллгайма «Мартін Пірсон» і була проілюстрована Ганнесом Боком.

Дональд А(ллен) Воллгайм (1 жовтня 1914 — 2 листопада 1990) — американський письменник-фантаст, шанувальник нф, редактор та видавець фантастики. Як автор, він публікував під своїм іменем, а також під псевдонімами, зокрема Дейвід Ґріннелл, Мартін Пірсон і Даррелл Г. Рейнор. Один із засновників товариства «Футуріанці», він мав провідний вплив на розвиток наукової фантастики та фанатів у Сполучених Штатах 20-го століття. Урсула К. Ле Ґуїн назвала Воллгайма «суворим, надійним редактором «Ейс Букс» у пізню пульпаліньянську еру, 1966 і 1967 роки», коли він опублікував її перші два романи у виданнях «Ейс Дабл».

## Профіль

### Причетність до наукової фантастики
Перше видання «Енциклопедії наукової фантастики» 1979 року називає Воллгайма «одним із перших і найзапекліших шанувальників наукової фантастики». Він опублікував численні фанзини та був співредактором ранніх «Fanciful Tales of Time and Space». Його важливість для перших фанів описана в книзі 1974 року «Безсмертний шторм» Сема Московіца  та в книзі 1977 року «Футуріанці» Деймона Найта.

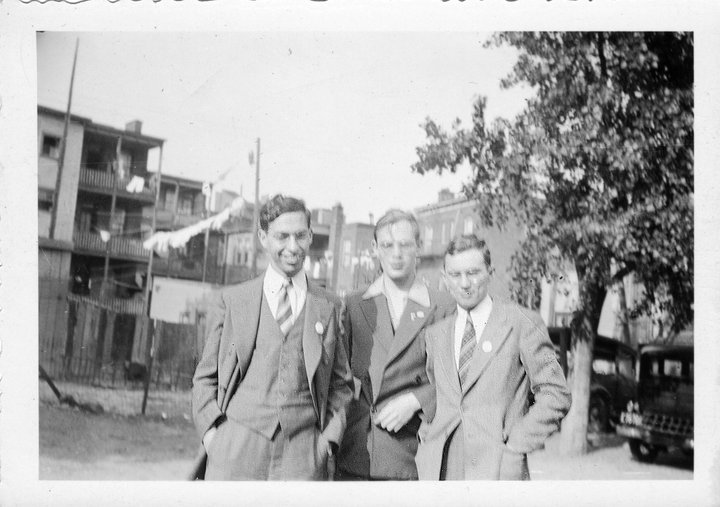
Воллгайм разом з Фредериком Полом і Джоном Мішелем, 1938 рік

Воллгайм організував захід, який пізніше вважався першим американським конгресом наукової фантастики, коли група з Нью-Йорка зустрілася з групою з Філадельфії 22 жовтня 1936 року у Філадельфії. Сучасна Філконська конвенція стверджує походження від цієї події. За результатами цієї зустрічі були сформовані плани регіональних і національних зустрічей, у тому числі першої в історії Волдкон.
Воллгайм був членом Нью-Йоркської ліги наукової фантастики, одного з клубів, заснованих Х'юґо Ґернсбеком для просування наукової фантастики. Коли оплата за перше оповідання, яке він продав Гернсбеку, не надійшла, Воллгайм створив групу з кількома іншими авторами та успішно подав позов про виплату. Його виключили з Ліги наукової фантастики як «підривний вплив»  але пізніше відновили. З випуску Gernsback's Wonder Stories у вересні 1935 року:
ТРЬОХ ЧЛЕНІВ ВИКЛЮЧЕНО: Нам прикро повідомити, що ми виявили першу нелояльність у нашій організації... Цих членів ми виключили 12 червня. Їх звуть Дональд А. Воллгайм, Джон Б. Мішель і Вільям С. Сікора — троє активних шанувальників, які просто потрапили на неправильний шлях.
У 1937 році Воллхейм заснував Асоціацію аматорської фентезійної преси , чиє перше листування (липень 1937 року) включало таку його заяву: «Є багато шанувальників, які бажають висловитися, але не наважуються, боячись бути змушеними продовжувати так, і тому занепокоєння та час, який витрачають підписки та реклама. Ми створили це для них і для фаната, який визнає, що це його хобі, а не його справа ФАПА". У 1938 році разом із кількома друзями він заснував « Футуріанців» — мабуть, найвідоміший із клубів наукової фантастики. У той чи інший час серед членів були Айзек Азімов, Фредерік Пол, Сиріл Корнблас, Джеймс Бліш, Джон Мішель, Джудіт Мерріл, Роберт А. В. Лаундс, Річард Вілсон, Деймон Найт, Вірджинія Кідд та Ларрі Т. Шоу. 1943 року Воллгайм одружився з іншою футуріанкою Елсі Балтер (1910–1996). З цього вийшов виявилося міцний шлюб та видавничий партнерство.
Після 1940 року футуріанці стали менш орієнтованими на фанів і стали більш професійними. Його конференції та семінари були зосереджені на написанні, редагуванні та публікації, і багато його членів цікавилися всіма трьома.

### Письменництво
Перше оповідання Воллгайма, «Людина з Аріеля», було опубліковано в січневому випуску «Вандер сторіс»  за січень 1934 року, коли йому було дев'ятнадцять.

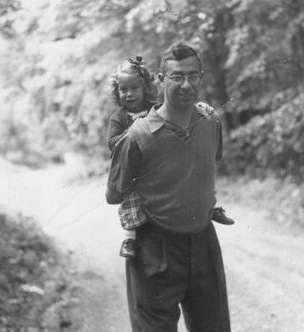
Дон Воллгайм і його дочка Елізабет (1954).

Йому не заплатили за цю історію, і коли він дізнався, що іншим авторам також не заплатили, він сказав про це у Бюлетені Гільдії земних фантастичних наук. Зрештою видавець Г’юго Гернсбек погодився з Воллгаймом та іншими авторами в позасудовому порядку за 75 доларів. Однак, коли Воллгайм подав ще одне оповідання («Космічна лінза») під псевдонімом Міллард Верн Гордон, він знову був ошуканий Ґернсбеком, який опублікував його у випуску за вересень 1935 року. Його третє відоме оповідання було опубліковано у «Fanciful Tales of Time and Space» восени 1936 року, фан-журналі, який він сам редагував. Того року він також опублікував і відредагував ще один короткочасний фанзин, Phantagraph.
Оповідання Воллгайма регулярно публікувалися з 1940 року; водночас він ставав важливим редактором. У 1950-60-х роках писав переважно романи. Він зазвичай використовував псевдоніми для творів, орієнтованих на дорослих, і писав дитячі романи під своїм ім'ям. Помітними та популярними були вісім книжок для дітей «Майк Марс», які досліджували різні аспекти космічної програми НАСА. Добре сприйняли також книжки «Секрет» для юних читачів: «Таємниця кілець Сатурна» (1954), «Таємниця супутників Марса» (1955), «Таємниця дев’ятої планети » (1959). Як Мартін Пірсон він опублікував серію «Аякс Калкінс», яка стала основою для його роману «Орбіта долі» (1962). Продовження «Пункт призначення: Сатурн» було опубліковано в 1967 році у співпраці з Ліном Картером. Творці Всесвіту (1971) — це обговорення тем і філософії наукової фантастики.
Одне з оповідань Воллгайма, «Міміка», було знято в «Мутанти» режисера та співавтора сценарію Гільєрмо дель Торо, який вийшов на екрани в 1997 році.
Його донька Бетсі заявила: «У справжньому редакторському стилі він був чесним щодо якості своїх власних творів. Він вважав, що це було в кращому випадку справедливим або середнім. Він завжди знав, що його великий талант як редактора».

### Кар'єра редактора та видавця
Роберт Сілвеберґ сказав, що Воллгайм був «однією з найвизначніших постатей у видавництві американської наукової фантастики 20-го століття», додавши: «Можна зробити вірогідну тезу, що він був найвизначнішою постаттю — значною мірою відповідальною за розвиток наукової фантастики». у м’якій обкладинці, антологія наукової фантастики та весь посттолкієнівський бум фантастичної фантастики».
Наприкінці 1940 року Воллгайм помітив на газетних кіосках новий журнал під назвою «Stirring Detective and Western Stories». Він написав видавництву «Albing Publications», щоб дізнатися, чи не зацікавлені вони в додаванні науково-фантастичного видання до свого списку, і його запросили зустрітися з ними. Однак вони не мали капіталу і гарантували йому зарплату, лише якщо журнали будуть успішними. Він звернувся до деяких своїх однодумців-футурістів, щоб отримати безкоштовні історії (деякі публікувалися під псевдонімами, щоб захистити свою репутацію перед платними редакторами). Це призвело до того, що Воллгайм редагував два найперші періодичні видання, присвячені науковій фантастиці, журнали «Космік сторіз» і «Stirring Science Stories», починаючи з лютого 1941 року. Після того, як пізніше в 1941 році журнали були скасовані, Воллгайм зміг знайти іншого видавця, Manhattan Fiction Publications, і з’явився четвертий номер Stirring, датований березнем 1942 року. Обмеження військового часу перешкодили продовженню публікації, і більше не було випусків жодної з назв.
Воллгайм відредагував першу антологію наукової фантастики, яка вийшла на масовий продаж, «Кишенькову книгу наукової фантастики» (1943).  Це також була перша книга, яка містила в назві слова «наукова фантастика».  До нього увійшли твори Роберта А. Гайнлайна, Теодора Стерджена,  Томаса С. Стрібліна, Стівена Вінсента Бенета, Амброуза Бірса та Герберта Веллса. У 1945 році Воллгайм відредагував першу антологію у твердій обкладинці від великого видавництва та перший омнібус, The Viking Portable Novels of Science. Він також редагував першу антологію оригінальної наукової фантастики «Дівчина з голодними очима» (1947), хоча є докази того, що ця остання спочатку мала бути першим номером нового журналу.

Подвійний туз, Викрадачі мізків/Атта (1954).

У період між 1947 і 1951 роками він був редактором у новаторському видавництві Avon Books у м’якій обкладинці, де він зробив доступними дуже доступні видання творів Ебрагема Меррітта, Г. П. Лавкрафта та космічної трилогії Клайва Стейплза Льюїса «Тиха планета», принісши цим маловідомим раніше авторам широку популярність. читацька аудиторія. Протягом цього періоду він також редагував вісімнадцять номерів впливового «Avon Fantasy Reader», а також три журналу «Avon Science Fiction Reader» . Ці періодичні видання містили переважно передруки та кілька оригінальних оповідань.
У 1952 році Воллгайм залишив Avon, щоб працювати на AA Wyn у Ace Magazine Company та очолив новий список книг у м’якій палітурці, «Ейс Букс». У 1953 році він представив наукову фантастику в лінійці Ace  і протягом 20 років як головний редактор відповідав за їхній багатожанровий список і, що для нього найважливіше, їхній відомий науково-фантастичний список. Воллгайм винайшов серію «Ace Doubles», яка складалася з пар книг, як правило, різних авторів, переплетених спиною до спини двома «передніми» обкладинками. Оскільки ці парні книги мали вміщувати фіксовану загальну довжину сторінки, одну або обидві зазвичай скорочували, щоб відповідати, і Воллгайм часто вносив інші редакційні зміни, як свідчать відмінності між романом Пола Ендерсона «Війна крилатих людей» та його остаточним переглянуте видання, Людина, яка вважає. Серед авторів, які дебютували в м’якій обкладинці в Ace Doubles, були Філіп К. Дік, Семюел Р. Ділейні, Лі Брекетт, Урсула К. Ле Ґуїн і Джон Браннер. Перша книга Вільяма С. Берроуза, Junkie, була опублікована як Ace Double. Воллгайм також допоміг розробити Меріон Зіммер-Бредлі, Роберта Сілвеберґа, Аврама Дейвідсона, Фріца Лайбера, Андре Нортона, Томаса Барнетта Свонна, Джека Венса та Роджера Зелазні та інших. Під час роботи в Ace він разом із співредактором Террі Карром започаткував щорічну серію антологій The World's Best Science Fiction, першу збірку, яку вони вважали найкращими оповіданнями минулого року з журналів, колекцій у твердій обкладинці, м’якої палітурки та інших антологій.
На початку 1960-х років «Ейс Букс» знову представило роботу Едгара Райса Берроуза, яка давно вже не друкувалася, а в 1965 році «Ейс Букс» купило права на друкування «Дюни» в м’якій обкладинці (назва Герберта стурбувала Воллгайма, який боявся, що її приймуть за вестерн)..  Згодом Ace представив окремі книжки в м’якій палітурці та став одним із видатних жанрових видавців. Ейс і Баллантайн домінували у науково-фантастичній фантазії в 1960-х роках і побудували жанр, публікуючи оригінальні матеріали, а також перевидання.

Видання The Ace Books «Володар перснів » з обкладинкою Джека Гогана, який створив багато обкладинок науково-фантастичних книжок для Wollheim.

#### Судові тяжби з Толкіним

Видання The Ace Books «Володар перснів » з обкладинками Джека Гогана, який створив багато обкладинок науково-фантастичних книг для Воллгайма.

До 1960-х років жодне велике американське видавництво в м’якій палітурці не публікувало фентезі. Вважалося, що на нього немає суспільного попиту і він не продаватиметься. Воллгайм опублікував несанкціоноване видання «Володаря кілець» Дж. Р. Р. Толкіна в м’якій обкладинці у трьох томах. Це було перше масове видання епопеї Толкіна в м’якій палітурці. Воллхейм не вважав себе шанувальником фентезі. В інтерв’ю 2006 року його донька Бетсі Воллхайм сказала:
Коли він зателефонував професору Толкіну в 1964 році і запитав, чи може він видати «Володаря перснів» у м’якій обкладинці, Толкін сказав, що «ніколи» не дозволить його великим творам з’явитися в такій «виродженій формі», як книга в м'якій палітурці. Дон був одним із батьків усієї індустрії м’якої обкладинки, оскільки до того, як він очолював лінію «Ейс», він був головним редактором списку м’якої обкладинки «Ейвон» у 1945 році, тому він сприйняв це особисто. Він дуже образився. Він провів невелике дослідження і виявив лазівку в авторських правах. Houghton Mifflin, американський видавець Толкіна в твердій обкладинці, знехтував захистом твору в Сполучених Штатах. Тож, розлючений відповіддю Толкіна, він зрозумів, що може законно опублікувати їх, і це зробив.

Цей зухвалий вчинок (який зрештою пішов на користь його основним конкурентам) насправді був Великим вибухом, який започаткував сучасне фентезі, і лише хтось такий, як мій батько, міг це зробити. Він «справді» платив Толкіну, і він був відповідальний за те, щоб зробити не тільки Толкіна, але й «Баллантайн Букс» надзвичайно багатим. Він був пригнічений через це, і, відверто кажучи, тому, ймовірно, він так і не отримав Г’юго, яку хотів здобути. Але якби він цього не зробив, хто знає, коли чи взагалі вийшли б ці книжки в м’якій палітурці?
Цей рахунок був оскаржений Толкіном, який стверджував, що він ніколи не отримував жодного повідомлення від «Ейс» до публікації їх версії. У будь-якому випадку, Толкін раніше дозволив видання «Гоббіта» та «Дерево і листок». у м’якій палітурці. У листопаді 1965 року було опубліковано офіційне видання Ballantine у м’якій обкладинці «Володаря кілець». Згодом «Ейс» погодився припинити публікацію несанкціонованого видання та заплатити Толкіну за їх продаж після  масової кампанії фанатів Толкіна в США. Суд 1993 року визначив, що лазівка в авторському праві, запропонована «Ейс Букс», була недійсною, а її видання в м’якій обкладинці було визнано порушенням авторського права згідно із законодавством США U.S. law  (на той час США ще не приєдналися до Міжнародної конвенції про авторське право, і більшість законів про книги існували для захисту вітчизняних творів від іноземних порушень, коли вони перевищили обмеження на імпорт і не змогли поновити їх тимчасове авторське право). Однак у некролозі «Локусу» для Дональда Воллгайма з’являється більше деталей:
«Houghton-Mifflin» імпортували аркуші замість того, щоб друкувати власне видання, але вони не хотіли продавати права на м’яку палітурку. «Ейс» надрукував перше видання в м’якій обкладинці і викликав такий фурор, що Толкін переписав книги настільки, щоб отримати нові авторські права, а потім продав їх Баллантайн. Решта вже історія. Хоча «Ейс» і Воллгайм стали лиходіями у видавничому євангелії Толкіна, ймовірно, що весь бум Толкіна не відбувся б, якби «Ейс» не опублікував їх.

### Фундація DAW Books
Воллгайм покинув Ace у 1971 році. Фредерик Пол описує обставини:
На жаль, коли Він помер [у 1968 році], компанія була продана консорціуму на чолі з банком. ... Мало хто з них мав хоч якийсь досвід видавничої діяльності, перш ніж керувати Ace. Це показало. Невдовзі рахунки не оплачувалися, авторські аванси та гонорари затримувалися, бюджети скорочувалися, і більшу частину часу Дональд витрачав на те, щоб заспокоїти авторів та агентів, які були обурені та мали повне право бути на шляху. їх лікували. 

Логотип DAW Books використовувався з 1972 по 1984 рік

Покинувши Ейс, він і його дружина Елсі Балтер Воллгайм заснували «DAW Books», яку він назвав за своїми ініціалами. DAW може претендувати на те, щоб бути першим масовим видавництвом наукової фантастики та фентезі. DAW випустив свої перші чотири назви у квітні 1972 року. Більшість письменників, яких він створив у Ace, пішли з ним до DAW: Меріон Зіммер-Бредлі, Андре Норто, Філіп К. Дік, Джон Браннер, А. Бертрам Чендлер, Кеннет Балмер, Гордон Р. Діксон, А.Е. ван Вогт і Джек Венс. Пізніше, коли його розповсюджувач, Нова американська бібліотека, погрожував затримати біблійне історичне фентезі Томаса Бернетта Свонна «Як впали могутні » (1974) через його гомосексуальний зміст, Воллгайм рішуче боровся проти їхнього рішення, і вони пом’якшилися.
Серед його пізніших авторських відкриттів — Теніт Лі,  Дженніфер Роберсон,  Майкл Ши, Тед Вільямс, Селія С. Фрідман і Керолайн Дж. Черрі, чия «Станція нижче нікуди» (1982) стала першою книгою DAW, яка отримала премію Г’юго за найкращий роман. Він також зміг привернути увагу нової американської аудиторії до низки британських письменників, зокрема Е. Ч. Табба, Браяна Стейблфорда, Беррінтона Дж. Бейлі та Майкла Ґ. Коуні. Він опублікував переклади міжнародної наукової фантастики, а також антології перекладених оповідань «Найкраще з решти світу». За допомогою Артура В. Саха Воллгайм також редагував і публікував популярну антологію «Щорічна найкраща наукова фантастика світу» з 1971 року до своєї смерті.

## Визнання
Альгіс Будріс у 1966 році вручив Воллгайму нагороду «Galaxy Bookshelf» «за виконання його роботи». Після смерті Воллгайма в 1990 році плідний редактор Роберт Сілвеберг стверджував (вищеabove), що він, можливо, був « найвизначнішою фігурою» в американському видавництві наукової фантастики.
Роберт Джордан відзначав Воллгайма за те, що він допоміг розпочати кар'єру. Воллхейм зробив пропозицію щодо першого роману Джордана «Воїни Атаїв», але він відкликав пропозицію, коли Джордан попросив незначні зміни в контракті. Джордан стверджував, що перший, «хвалебний» лист Воллгайма переконав його, що він може писати, і тому він вирішив запам’ятати перший лист і забути про другий.  Роман так і не був опублікований, але Джордан написав надзвичайно успішну серію «Колесо часу» для іншого видавництва.
Меріон Зіммер-Бредлі назвала його «другим батьком», Фредерик Пол назвав його «засновником», а Роберт Сілвеберґ каже, що його «серйозно недооцінили» та «одного з найбільших творців видавництва наукової фантастики в Сполучених Штатах». держави». У 1977 році вчений Роберт Шоулз Robert Scholes назвав Воллхайма «одним із найважливіших редакторів і видавців наукової фантастики».
З 1975 року Воллгайм отримував кілька спеціальних нагород за внесок у наукову фантастику та фентезі , у тому числі одну на Всесвітній науково-фантастичній конвенції 1975 року та друге місце після Яна та Бетті Баллантайн на Всесвітній конвенції фентезі 1975 року.
Зал слави наукової фантастики та фентезі ввів його в сьомий клас у 2002 році з двох померлих і двох живих людей.  Він є третьою людиною, призначеною головним чином за свою роботу як редактора чи видавця, після першої пари 1996 року Г’юго Гернсбека та Джона В. Кемпбелла.

## Вибрані твори

### Як редактор

#### -Найкраща наукова фантастика у світі(з Террі Карром)
- Найкраща наукова фантастика у світі: 1965 World's Best Science Fiction: 1965[en](також відома як Найкраща наукова фантастика у світі: перша серія )
- Найкраща наукова фантастика у світі: 1966 World's Best Science Fiction: 1966[en] (також відома як Найкраща наукова фантастика у світі: друга серія )
- Найкраща наукова фантастика у світі: 1967 World's Best Science Fiction: 1967[en] (також відома як Найкраща наукова фантастика у світі: третя серія )
- Найкраща наукова фантастика світу: 1968 World's Best Science Fiction: 1968[en](також відома як Найкраща наукова фантастика світу: четверта серія )
- Найкраща наукова фантастика світу: 1969 World's Best Science Fiction: 1969[en]
- Найкраща наукова фантастика світу: 1970 World's Best Science Fiction: 1970[en]
- Найкраща наукова фантастика світу: 1971 World's Best Science Fiction: 1971[en]

#### Щорічна найкраща фантастика у світі(з Артуром В. Саха)
- Щорічна найкраща фантастика світу  1972 року The 1972 Annual World's Best SF[en](також відомий як найкраща фантастика світу Воллгайма: Перша серія)
- Щорічна найкраща фантастика світу 1973 року The 1973 Annual World's Best SF[en](також відомий як найкраща фантастика світу Воллгайма: Друга серія)
- Щорічна найкраща фантастика світу  1974 року The 1974 Annual World's Best SF[en] (також відомий як найкраща фантастика світу Воллгайма: третя серія)
- Щорічна найкраща фантастика світу  1975 року The 1975 Annual World's Best SF[en](також відомий як найкраща фантастика світу Воллгайма: четверта серія)
- Щорічна найкраща фантастика світу  1976 року The 1976 Annual World's Best SF[en] (також відома як найкраща фантастика світу Воллгайма: п'ята серія)
- Щорічна найкраща фантастика світу 1977 року The 1977 Annual World's Best SF[en] (також відомий як найкраща фантастика світу Воллгайма: шоста серія)
- Щорічна найкраща фантастика світу 1978 року The 1978 Annual World's Best SF[en] (також відома як найкраща фантастика світу Воллгайма: сьома серія)
- Щорічний найкращий у світі науково-фантастичний фільм 1979 року The 1979 Annual World's Best SF (також відома як найкраща фантастика світу Воллгайма: восьма серія)
- Щорічна найкраща фантастика світу 1980 року The 1980 Annual World's Best SF[en] ( (також відома як найкраща фантастика світу Воллгайма: Дев'ята серія)
- Щорічна найкраща фантастика світу  1981 року The 1981 Annual World's Best SF[en]
- Щорічна найкраща фантастика світу 1982 року The 1982 Annual World's Best SF[en]
- Щорічна найкраща фантастика світу 1983 року The 1983 Annual World's Best SF[en]
- Щорічна найкраща фантастика світу 1984 рокуThe 1984 Annual World's Best SF[en]
- Щорічна найкраща фантастика світу 1985 року The 1985 Annual World's Best SF[en]
- Щорічна найкраща фантастика світу 1986 року The 1986 Annual World's Best SF[en]
- Щорічна найкраща фантастика світу 1987 року The 1987 Annual World's Best SF[en]
- Щорічна найкраща фантастика світу 1988 року The 1988 Annual World's Best SF[en]
- Щорічна найкраща фантастика світу 1989 року The 1989 Annual World's Best SF[en]
- Щорічна найкраща фантастика світу  1990 року The 1990 Annual World's Best SF[en]

### Як письменник

#### Романи
- Перетинаючи час (під псевдонімом David Grinnell)
- Пункт призначення: Сатурн  (як Дейвід Ґріннелл, у спывавторстві з Ліном Картером )
- Орбіта долі (як Девід Ґріннелл; опубліковано як подвійний туз разом із Джоном Браннером Часи без числа (англ. «Times Without Number»))
- Кінець часу (The Edge of Time: якDavid Grinnell)
- Марсіанська ракета (в титрах: David Grinnell)
- One Against the Moon (1956, The World Publishing Company, номер каталожної картки Бібліотеки Конгресу: 56-9261)
- Таємниця марсіанських супутників The Secret of the Martian Moons[en](1955, науково-фантастичний цикл Вінстона)
- Таємниця дев'ятої планетиThe Secret of the Ninth Planet[en](1959, серіал «Наукова фантастика Вінстона»)
- Таємниця кілець Сатурна The Secret of Saturn's Rings[en](1954, науково-фантастична серія Вінстона)
- На Венеру! На Венеру! (в титрах: David Grinnell)
- Across Time (as David Grinnell)
- Destination: Saturn (as David Grinnell, with Lin Carter)
- Destiny's Orbit (as David Grinnell; published as an Ace Double with John Brunner's Times Without Number)
- The Edge of Time (as David Grinnell)
- The Martian Missile (as David Grinnell)
- One Against the Moon (1956, The World Publishing Company, Library of Congress Catalog Card Number: 56-9261)
- The Secret of the Martian Moons The Secret of the Martian Moons[en](1955, Winston Science Fiction series)
- The Secret of the Ninth Planet (1959, Winston Science Fiction series)
- The Secret of Saturn's Rings (1954, Winston Science Fiction series)
- To Venus! To Venus! (as David Grinnell)

#### Серіал Майк Марс
- Майк Марс, астронавт (1961)
- Майк Марс летить на X-15 (1961)
- Майк Марс на мисі Канаверал (перейменовано на Майка Марса на мисі Кеннеді під час публікації в м’якій палітурці в 1966) (1961)
- Майк Марс на орбіті (1961)
- Майк Марс летить на Dyna-Soar (1962)
- Майк Марс, космонавт Південного полюса (1962)
- Майк Марс і таємничий супутник (1963)
- Майк Марс навколо Місяця (1964)

#### Документальна література
- A Year Among the Girls (як Даррелл Г. Рейнор) (1966) (щодо його досвіду переодягання та будинку Сусанни Casa Susanna[en]) [28]
- Творці Всесвіту: Наукова фантастика сьогодні (1971): «огляд і погляд за лаштунки» наукової фантастики від Золотого віку і далі) [27] )

## Особисте життя
Уоллхейм також активно практикував переодягання як жінки протягом усього свого життя, і він регулярно відвідував заходи в Casa Susanna Casa Susanna в Катскіллсі на півночі штату Нью-Йорк.

## Дивіться також
- Подвійний туз
- Вінстон Наукова фантастикаWinston Science Fiction[en]

1. 1 2  Bibliothèque nationale de France BNF: платформа відкритих даних — 2011.
2. ↑  SNAC — 2010.
3. 1 2 3  Бібліотека Конгресу — Library of Congress.
4. ↑  http://www.independent.co.uk/news/obituaries/ec-tubb-seminal-writer-who-was-a-mainstay-of-the-british-science-fiction-scene-for-half-a-century-2110189.html
5. ↑  CONOR.Sl
6. 1 2 3 4  Smith, Curtis C. (1981). Twentieth-Century Science-Fiction Writers. New York: St. Martin's. с. 596–598. ISBN 0-312-82420-3.
7. ↑  Guin, Ursula K. Le (30 серпня 2017). "Introduction" from Ursula K. Le Guin: The Hainish Novels & Stories, Volume One. Tor.com.
8. 1 2 3 4  Nicholls, Peter (1979). The Encyclopedia of Science Fiction. London: Granada. с. 660—61.
9. ↑  Moskowitz, Sam (1974). The Immortal Storm. Westport, CT: Hyperion Press. ISBN 9780883551318.
10. 1 2  Knight, Damon (1977). The Futurians. New York: John Day. ISBN 0-381-98288-2.
11. ↑  Silver, Steven H. Debut Science Fiction. Процитовано 21 вересня 2007.
12. ↑  Speer, Jack (1939). Up to Now. Full-Length Articles.
13. ↑  Davin, Eric Leif (1999). Pioneers of Wonder. New York: Prometheus Books. ISBN 1-57392-702-3.
14. ↑  Дональд А. Воллгайм на сайті IMDb (англ.).
15. ↑  Asimov, Isaac (1972). The early Asimov; or, Eleven years of trying. Garden City NY: Doubleday. с. 166—169.
16. ↑  Knight, Damon (1977). The Futurians. New York: John Day. с. 60—83.
17. ↑  Thompson, Raymond H. (1985a). Cosmic Stories. У Tymn, Marshall B.; Ashley, Mike (ред.). Science Fiction, Fantasy, and Weird Fiction Magazines. Westport, Connecticut: Greenwood Press. с. 168—170. ISBN 0-313-21221-X.
18. ↑  Thompson, Raymond H. (1985b). Stirring Science Stories. У Tymn, Marshall B.; Ashley, Mike (ред.). Science Fiction, Fantasy, and Weird Fiction Magazines. Westport, CN: Greenwood Press. с. 679—681. ISBN 0-313-21221-X.
19. 1 2 3  LOCUS, December 1990, Donald A. Wollheim: Obituaries and Appreciations, pp. 68–70.
20. 1 2 3 4 5 6  Silverberg, Robert (1997). Reflections & Refractions: Thoughts on Science Fiction, Science, and Other Matters. Grass Valley, Calif: Underwood. с. 253—256.
21. ↑  Locus Online: Betsy Wollheim interview excerpts. Locus. June 2006. Процитовано 6 грудня 2017.
22. 1 2 3  Carpenter, 2023
23. ↑  The First Paperback Edition of The Hobbit. Процитовано 27 квітня 2009.
24. ↑  Reynolds, Pat (2004). The Lord of the Rings: The Tale of a Text. Архів оригіналу за 8 вересня 2006.
25. ↑  Budrys, Algis (February 1966). Galaxy Bookshelf. Galaxy Science Fiction. с. 131—139.
26. ↑  McAlpine, Rachel. New Zealand interview with Robert Jordan. Архів оригіналу за 24 червня 2002. Процитовано 26 вересня 2011.{{cite web}}:  Обслуговування CS1: bot: Сторінки з посиланнями на джерела, де статус оригінального URL невідомий (посилання).
27. 1 2  Scholes, Robert; Rabkin, Eric S. (1977). Bibliography I: History and Criticism of Science Fiction. Science Fiction: History, Science, Vision. London: Oxford University Press. ISBN 978-0-19-502174-5.
28. ↑  Kleinmann, James (11 листопада 2022). DOC NYC 2022 Film Review: Casa Susanna. The Queer Review. Процитовано 27 червня 2023.
29. ↑  Casa Susanna (англ.). American Experience by PBS.
30. ↑  Raynor, Daniel (1966). A Year Among the Girls. Lyle Stuart.